# Consanguinitat
Consanguinitat és la relació de sang entre dues persones: els parents consanguinis són aquells que comparteixen sang per tenir algun parent comú; els parents no consanguinis són aquells que no presenten un vincle de sang, però que són parents per un vincle legal (matrimoni o adopció). A aquesta altra relació de parentiu se l'anomena afinitat. La consanguinitat es mesura en graus i es distingeix entre la que ho és per línia directa i la que ho és per línia colateral. Està regulada pel dret civil i pel dret canònic. El matrimoni consanguini és molt menys freqüent als àrabs cristians, ja que no practiquen els matrimonis concertats.

## Definicions legals

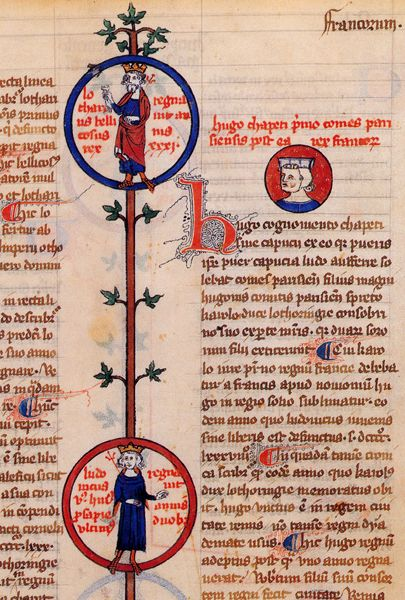
Consanguinitat dels reis de França com es mostra en Arbor genealogiae regum Francorum (Bernard Gui, principis del segle XIV).

### Dret secular modern
El grau de parentiu entre dues persones pot donar lloc a diverses qüestions jurídiques. Algunes lleis prohibeixen les relacions sexuals entre persones estretament emparentades, denominades incestuoses. Les lleis també poden prohibir el matrimoni entre persones estretament emparentades, que es prohibeix gairebé universalment fins al segon grau de consanguinitat. Algunes jurisdiccions prohibeixen el matrimoni entre cosins germans, mentre que unes altres no ho fan. El matrimoni amb oncles i tietes (matrimoni avunculado) és legal en diversos països.
La consanguinitat també és rellevant per a l'herència, especialment pel que fa a la successió intestada. En general, les lleis tendeixen a afavorir l'herència de les persones estretament relacionades amb el mort. Algunes jurisdiccions prohibeixen als ciutadans formar part d'un jurat per motius de consanguinitat i afinitat amb les persones implicades en el cas. En molts països, les lleis que prohibeixen el nepotisme prohibeixen l'ocupació o certs tipus de contractes amb els parents pròxims dels funcionaris o empleats públics.

### Dret religiós i tradicional

#### Cristianisme
Segons el dret civil romà, que seguia el primitiu dret canònic de l'Església catòlica, es prohibia a les parelles casar-se si estaven dins dels quatre primers graus de consanguinitat. Al voltant del segle ix, l'Església va elevar el nombre de graus prohibits a sis i va canviar el mètode de càlcul; en lloc de l'antiga pràctica romana de comptar cada vincle generacional fins a l'ancestre comú i després fins al cònjuge proposat com un sol grau, el nou mètode calculava la consanguinitat només comptant cap endarrere el nombre de generacions fins a l'ancestre comú. El matrimoni mixt estava ara prohibit per a qualsevol persona amb un parentiu superior als cosins setens, la qual cosa significava que, en particular, la noblesa tenia dificultats per a trobar parelles amb les quals casar-se, ja que el grup de possibles cònjuges no emparentats s'havia reduït considerablement. Havien de desafiar la posició de l'Església o buscar en una altra part candidats elegibles per al matrimoni. A l'Església catòlica romana, casar-se sense saber-ho amb un parent de sang estretament consanguínia era motiu d'una declaració de nul·litat, però durant els segles xi i xii es van concedir dispenses amb una freqüència cada vegada major a causa dels milers de persones englobades en la prohibició a set graus i a les dificultats que això suposava per a trobar possibles cònjuges.
El 1215 el Quart Concili de Laterà va fer el que van considerar un canvi necessari en el dret canònic reduint el nombre de graus de consanguinitat prohibits de set a quatre, però mantenint el mètode posterior de càlcul de graus. Després de 1215, la regla general era que els cosins quarts podien casar-se sense dispensa, la qual cosa va reduir en gran manera la necessitat de les dispenses. A l'Anglaterra del segle xiv, per exemple, les dispenses papals per a les anul·lacions per consanguinitat (i afinitat) eren relativament escasses.
La prohibició de casar-se amb menors graus de parentiu imposada per l'Església catòlica romana va ser rebuda amb fortes crítiques en la societat croata en el segle xi, la qual cosa va provocar un cisma dins de la pròpia església croata.
Entre els muntanyesos cristians Habesha d'Etiòpia i Eritrea (el poble cristià predominantment ortodox Amhara i Tigray-Tigrinya), és tradició poder comptar amb els avantpassats paterns d'almenys set generacions a partir de la primera infància, perquè "els que tenen un avantpassat patrilineal comú a menys de set generacions es consideren 'germans' i no poden casar-se. " La norma és menys estricta per part de la mare, on el límit és d'unes quatre generacions enrere, però continua determinant-se de manera patrilineal. Aquesta regla no s'aplica als musulmans ni a altres grups ètnics.

#### Islam
L'Alcorà en el punt 4.22-24 afirma. "Us estan prohibits en matrimoni: les vostres mares, les vostres filles, les vostres germanes, les germanes del vostre pare, les germanes de la vostra mare, les filles del vostre germà, les filles de la vostra germana." Per tant, la llista de parelles matrimonials prohibides, com es llegeix a l'Alcorà, Surah 4.23, no inclou als cosins germans. El mateix Mahoma es va casar amb la seva cosina germana Zaynab bint Jahsh.
En alguns països existeixen incentius econòmics per a descoratjar els matrimonis consanguinis: als Unió dels Emirats Àrabs, des de 2004, i a Catar, des de 2009, existeix l'obligatorietat de realitzar exàmens prematrimonials per a detectar trastorns sanguinis hereditaris, per la qual cosa les parelles amb resultats positius no rebran la seva subvenció matrimonial.

#### Hinduisme
En el Manusmriti, el matrimoni per parentiu (per part de la mare) està prohibit durant 7 generacions.
L'Ayurveda estableix que el matrimoni dins del Gotra (costat del pare) és un matrimoni consanguini que pot provocar molts problemes gestacionals i genètics en el fetus. Per tant, s'ha convertit en una pràctica comuna en les llars hindús durant les converses prèvies al matrimoni preguntar el Gotra de les parelles. S'aconsella a les parelles del mateix Gotra que no es casin. Els assessors d'aquest sistema diuen que aquesta pràctica ajuda a reduir els problemes de gestació i garanteix una progènie sana.

## Mesurament de la consanguinitat
La consanguinitat té graus en funció del nombre de generacions interposades en l'arbre genealògic. Així, la relació pare-fill és de primer grau, mentre que la d'avi-nét és de segon grau.
També es diferencia entre:
- Línia directa: es diu així a la constituïda per la sèrie de graus entre persones que descendeixen l'una de l'altra.
  - ascendent (progenitors, avis, etc.).
  - descendent (fills, néts, etc.).
- Línia col·lateral: és la constituïda per la sèrie de graus entre persones que no descendeixen les unes de les altres, però que procedeixen d'un tronc comú (germans, oncles, cosins, etc.).

Per a mesurar els graus de la línia col·lateral es puja fins al tronc comú i després es baixa fins a la persona amb qui es fa la computació. Per això, el germà dista dos graus del germà, tres de l'oncle, germà del seu pare o mare, quatre del cosí germà, i així d'ara endavant .

## Epidemiologia, taxes d'ocurrència

### Factors culturals a favor
Les raons que afavoreixen el matrimoni consanguini s'han enumerat com una major compatibilitat entre el marit i la dona que comparteixen les mateixes relacions socials, l'estabilitat de la parella, el reforç de la solidaritat familiar, la facilitat de les negociacions financeres i unes altres:187  La consanguinitat és un fenomen molt arrelat en el 20% de la població mundial, sobretot a Orient Mitjà, Àsia occidental i el nord d'Àfrica. Globalment, la forma més comuna d'unió consanguínia és entre cosins germans, en la qual els cònjuges comparteixen 1⁄8 dels seus gens heretats d'un ancestre comú, per la qual cosa la seva progènie és homozigot (o més correctament autozigot) en 1⁄16 de tots els loci (r = 0,0625). A causa de la variació en l'origen geogràfic i ètnic i als loci triats per a genotipar hi ha un 2,4% de variació esperada.

### Europa
Històricament, alguns nobles europeus citaven un grau pròxim de consanguinitat quan requerien motius convenients per al divorci, especialment en contextos en els quals la doctrina religiosa prohibia la dissolució voluntària d'un matrimoni infeliç o sense fills.

### Països musulmans
En el món àrab, la pràctica de casar als parents és comú. Segons el Centre de Recerca Genòmica Àrab, entre el 40% i el 54% dels matrimonis dels ciutadans dels EAU són entre familiars, enfront del 39% de la generació anterior. Entre el 21% i el 28% dels matrimonis de nacionals dels EAU van ser entre cosins germans. El matrimoni consanguini és molt menys freqüent entre els àrabs cristians, ja que no practiquen els matrimonis concertats. A més, s'exigeix una dispensació als matrimonis contrets entre cosins germans o més pròxims en les confessions cristianes àrabs en comunió amb l'Església catòlica romana, i l'Església ortodoxa grega; no existeixen normes similars que s'apliquin als matrimonis entre cosins germans a l'Església ortodoxa copta.
A Egipte, al voltant del 40% de la població es casa amb un cosí. Una enquesta duta a terme el 1992 a Jordània va revelar que el 32% estava casat amb un cosí germà; un altre 17,3% estava casat amb parents més llunyans. El 67% dels matrimonis a l'Aràbia Saudita són entre parents pròxims, igual que el 54% de tots els matrimonis a Kuwait, mentre que el 18% de tots els Libanesos eren entre parents consanguinis. La incidència de la consanguinitat era del 54,3% entre els nadius de Kuwait i major entre els beduïns.
S'ha calculat que el 55% dels matrimonis entre immigrants musulmans pakistanesos al Regne Unit són entre cosins germans, on s'afavoreix el matrimoni entre cosins paral·lel patrilateral preferent, és a dir, que un noi es casi amb la filla del germà del seu pare.
Els cosins germans dobles descendeixen de dos parells de germans, i tenen la mateixa similitud genètica que els germanastres. En les unions entre cosins germans dobles s'aconsegueixen els majors coeficients d'endogàmia, amb una (F) de 0,125, per exemple entre àrabs i en els matrimonis entre oncle i neboda al sud de l'Índia.